# Crepidomanes insigne
Crepidomanes insigne là một loài thực vật có mạch trong họ Hymenophyllaceae. Loài này được (Bosch) Fu miêu tả khoa học đầu tiên năm 1957.